# Ерицян, Ким Андроникович
Ким Андроникович Ерицян (22 ноября 1930 — 26 декабря 2010) — армянский советский актёр. Народный артист Республики Армения (2008).

## Биография
С 1951 г. проживал Ереване.
С 1955 г. начал играть в государственном академическом театре имени Габриеля Сундукяна, а также в театре музыкальной комедии имени Акопа Пароняна.
На протяжении своей жизни актёр воплотил более 100 ролей. Стал известным, исполнив роль Киракоса в ленте «Парни музкоманды». Он известен талантливой игрой в известных советских и армянских фильмах.
Народный артист Армении.

## Фильмография
- 1960  — Парни музкоманды (фильм) — Киракос, «Дьячок»
- 1964  — Губная помада № 4 — Армен
- 1969  — Охотник-враль — Враль
- 1973  — Хаос — Мосико
- 1974  — Человек из «Олимпа»
- 1982  — Происшествие в июле
- 1984  — Земля и золото — Серож
- 1988  — Автобус — Альдомирец
- 1997  — Невестка из Джермука